# Слободан Медоєвич
Слободан Медоєвич (серб. Slobodan Medojević/Слободан Медојевић, нар. 20 листопада 1990, Новий Сад) — сербський футболіст, півзахисник клубу «Воєводина». Виступав також за низку закордонних клубів.

## Клубна кар'єра
Слободан Медоєвич народився 1990 року в місті Новий Сад, та є вихованцем футбольної школи клубу «Воєводина». У 2007 році Медоєвич розпочав грати в основній команді клубу, в якій виступав до кінця 2011 року, взявши участь у 70 матчах чемпіонату.
На початку 2012 року сербський півзахисник перейшов до складу німецької команд «Вольфсбург», у якій виступав до середини 2014 року. У 2014 році футболіст перейшов до складу іншої німецької команди «Айнтрахт», де грав до 2018 року. З 2018 до 2019 року серб виступав у складі німецького клубу «Дармштадт 98».
У 2019 році Слободан Медоєвич став гравцем кіпрського клубу АЕЛ, у складі якого виступав до 2024 року, та став основним гравцем середньої лінії команди. З 2024 року Медоєвич удруге в кар'єрі грає у складі клубу «Воєводина».

## Виступи за збірні
У 2006 році Слободан Медоєвич дебютував у складі юнацької збірної Сербії, загалом на юнацькому рівні взяв участь у 15 іграх, відзначившись одним забитим голом.
Протягом 2009—2012 років Медоєвич грав у складі молодіжної збірної Сербії. На молодіжному рівні зіграв у 18 офіційних матчах.